# 八剱神社 (羽島市竹鼻町)

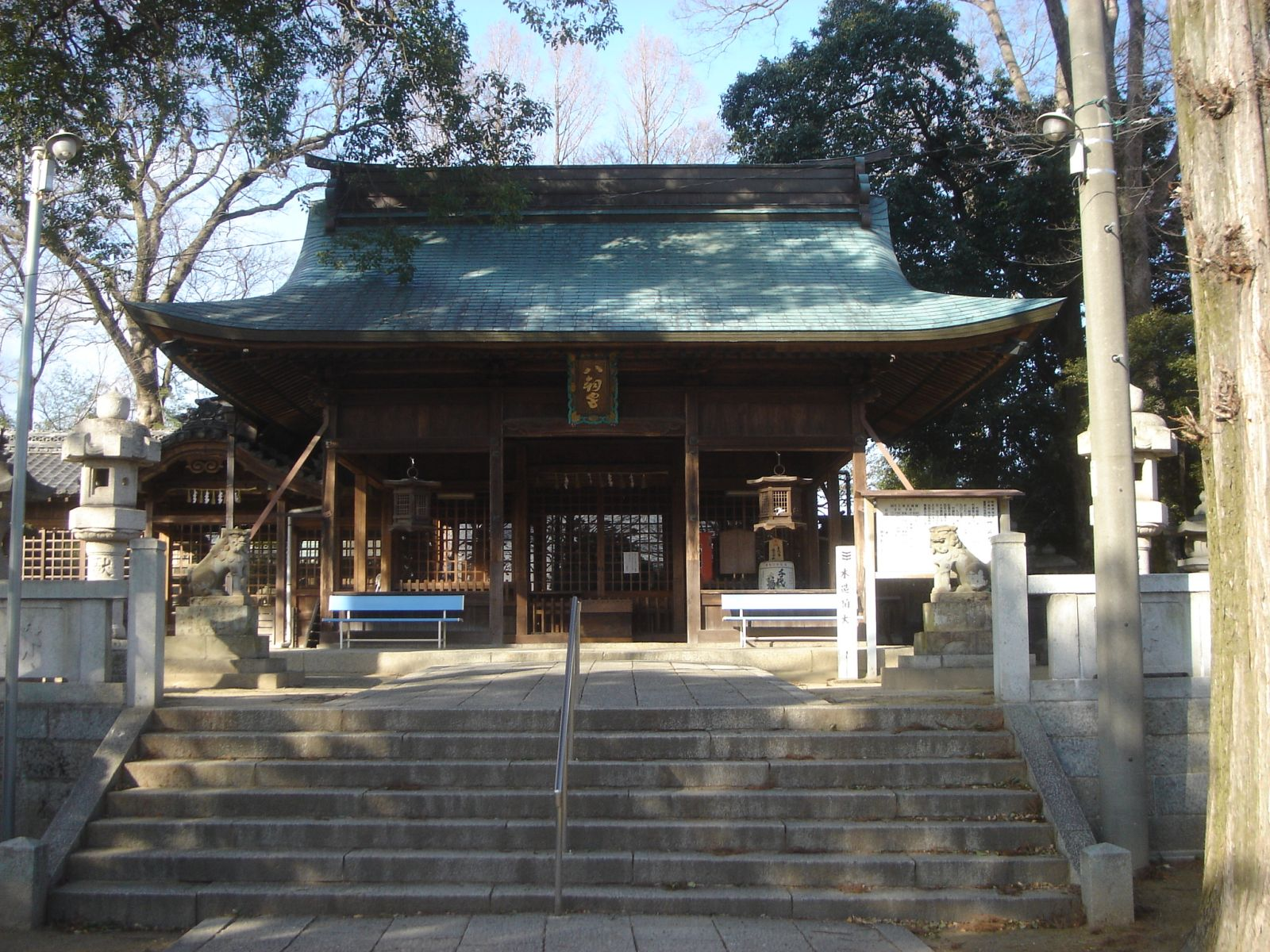
拝殿

八剱神社（はっけんじんじゃ）は、岐阜県羽島市竹鼻町に鎮座する神社。竹鼻地区の氏神とされる旧郷社。八劔神社とも表記される。
毎年5月3日の例祭は「竹鼻祭り」として知られ、山車が曳かれる。

## 祭神
日本武尊を祀る。

## 由緒
日本武尊が伊吹山の賊を征討した際、その雄姿を景仰した里人が後世になって尊を奉斎したものと伝える。当初は竹鼻町の西端、字須賀の内元宮に鎮座していたが、天正9年（1581年）竹ヶ鼻城城主不破広綱が、城の鬼門の守護神として現在地に遷座したという。
明治6年（1873年）に竹ヶ鼻村、本郷村、平方村、間島村、浅平村、足近新田の郷社に列し、同40年3月27日に神饌幣帛料供進神社の指定を受けた。
昭和32年に金幣社の指定を受ける。

## 祭祀
竹鼻祭り
毎年5月3日に行われる例祭。江戸時代より伝わる。元々は秋（10月8・9日）に行われていたが、明治35年（1902年）から春に変更。戦後に5月5日に変更され、現在は5月3日に行われている。
竹鼻には13輌の山車がある。このうち8輌は宝暦から天保にかけて（18世紀中半から19世紀前葉）の作である。竹鼻祭りでは、山車は隔年で半数ずつの交互曳行である。
山車は、昭和47年（1972年）に羽島市の有形民俗文化財に指定され、翌48年には岐阜県の重要有形民俗文化財に指定された。
禊神事
毎年6月30日に行われる。
この神事の後の7月1日・15日に、竹鼻商店街で行われる夏祭りを代々まつり（提灯まつり）といい、みそぎ団子が販売される。

## 社殿
現在の本殿は元禄7年（1694年）10月の再建にかかり、宮大工大橋忠衛門、葺師奥平金衛門等の手によるもの。正面の欄間を飾る「波に兎」の彫刻は左甚五郎の作と伝えられる。昭和47年（1972年）に羽島市の有形文化財とされた。
拝殿には天井に平成4年（1992年）頃に地元の画家達が描いた絵が掲げられている。

## 境内社
- 伊勢両宮社
- 秋葉社
- 魚入天神社
- 猿田彦大神
- 金刀比羅社
- 明治神宮
- 熱田社
- 津島社
- 天神地祇社
- なまず神社 - 令和2年創建
- 七福神木像 - 令和4、5年に拝殿内に設置

## 文化財
件名後の括弧内は指定の種別と年月日

### 岐阜県指定
- 木造狛犬（重要文化財（彫刻）、昭和51年9月3日[注釈 1]）[2]
- 竹鼻祭りの山車（重要有形民俗文化財、昭和48年3月16日）[3]

### 羽島市指定
- 社殿（有形文化財（建造物）、昭和47年11月11日）[4]

## 交通
- 名鉄竹鼻線 竹鼻駅より徒歩で約8分。